# Downton Abbey
Downton Abbey – brytyjski dramatyczny serial telewizyjny z lat 2010–2015, stworzony przez Juliana Fellowesa dla stacji telewizyjnej ITV i produkowany przez wytwórnię Carnival Films. Składa się z sześciu sezonów, emitowanych premierowo przez ITV od 26 września 2010 do 25 grudnia 2015. Akcja serialu toczy się w latach 1912–1926 w fikcyjnej posiadłości ziemskiej Downton Abbey w Yorkshire, za którą posłużyła w trakcie zdjęć rezydencja Highclere Castle. Produkcja przedstawia życie arystokratycznej rodziny Crawleyów i jej służby. Życie w posiadłości toczy się według ustalonego od lat porządku hierarchicznego. Tłem dla fabuły są wydarzenia historyczne w Wielkiej Brytanii oraz stopniowy spadek znaczenia arystokracji.
Downton Abbey zdobył uznanie krytyków telewizyjnych, odnotował wysokie wyniki oglądalności i został nagrodzony licznymi nagrodami, w tym 15 Emmy i trzema Złotymi Globami. Wydarzenia z serialu były kontynuowane w dwóch filmach kinowych wyprodukowanych przez Carnival Films: Downton Abbey (2019) i Downton Abbey: Nowa epoka (2022), ponadto w produkcji jest trzeci film.

## Fabuła
Życie w angielskim zamku Downton Abbey toczy się ustalonym od pokoleń porządkiem. Sielską atmosferę w posiadłości lorda Granthama (Hugh Bonneville) i jego żony Cory (Elizabeth McGovern) zakłóca wiadomość o śmierci ich niedoszłego zięcia oraz spadkobiercy Patricka. Mają oni bowiem trzy córki, ale żadnego syna. Jednak w wyniku regulacji prawnych dziedzicem może zostać jedynie męski potomek. Szok po tragedii Titanica potęguje fakt, że teraz jedynym dziedzicem może zostać nikomu nieznany kuzyn Matthew (Dan Stevens). Kuzyn jest z zawodu prawnikiem i należy do klasy średniej, co początkowo jest nie do przyjęcia z perspektywy arystokracji. Optymalne rozwiązanie – Matthew żeni się z najstarszą córką lady Mary (Michelle Dockery). Lady Mary ma jednak trudny charakter i sprawy nie układają się zbyt prosto, zwłaszcza, że w jej sypialni umiera nagle turecki dyplomata, Kemal Pamuk (Theo James). Sprawy nie udaje się utajnić, bo młodsza siostra, Lady Edith (Laura Carmichael), donosi o tym ambasadorowi tureckiemu w Londynie i plotka sprawia, że lady Mary przestaje być dobrą partią. Równolegle do życia rodziny lorda przedstawione jest życie służby. Jest to panorama "całego zamku", a nie tylko jego właścicieli. Ukazane są również przemiany zachodzące w ówczesnym społeczeństwie angielskim. Najmłodsza z córek lorda, Lady Sybil (Jessica Brown Findlay), ma sympatie socjalistyczne i wspiera własną pokojówkę, Gwen Dawson (Rose Leslie), w uzyskaniu pracy sekretarki.
Serial realizowany był przy współpracy z konsultantem historycznym, dbającym o wierność detalom i ówczesnym obyczajom. Pierwsza seria kończy się poinformowaniem gości zgromadzonych na garden party, że wybuchła wojna (1914).

## Lokalizacja

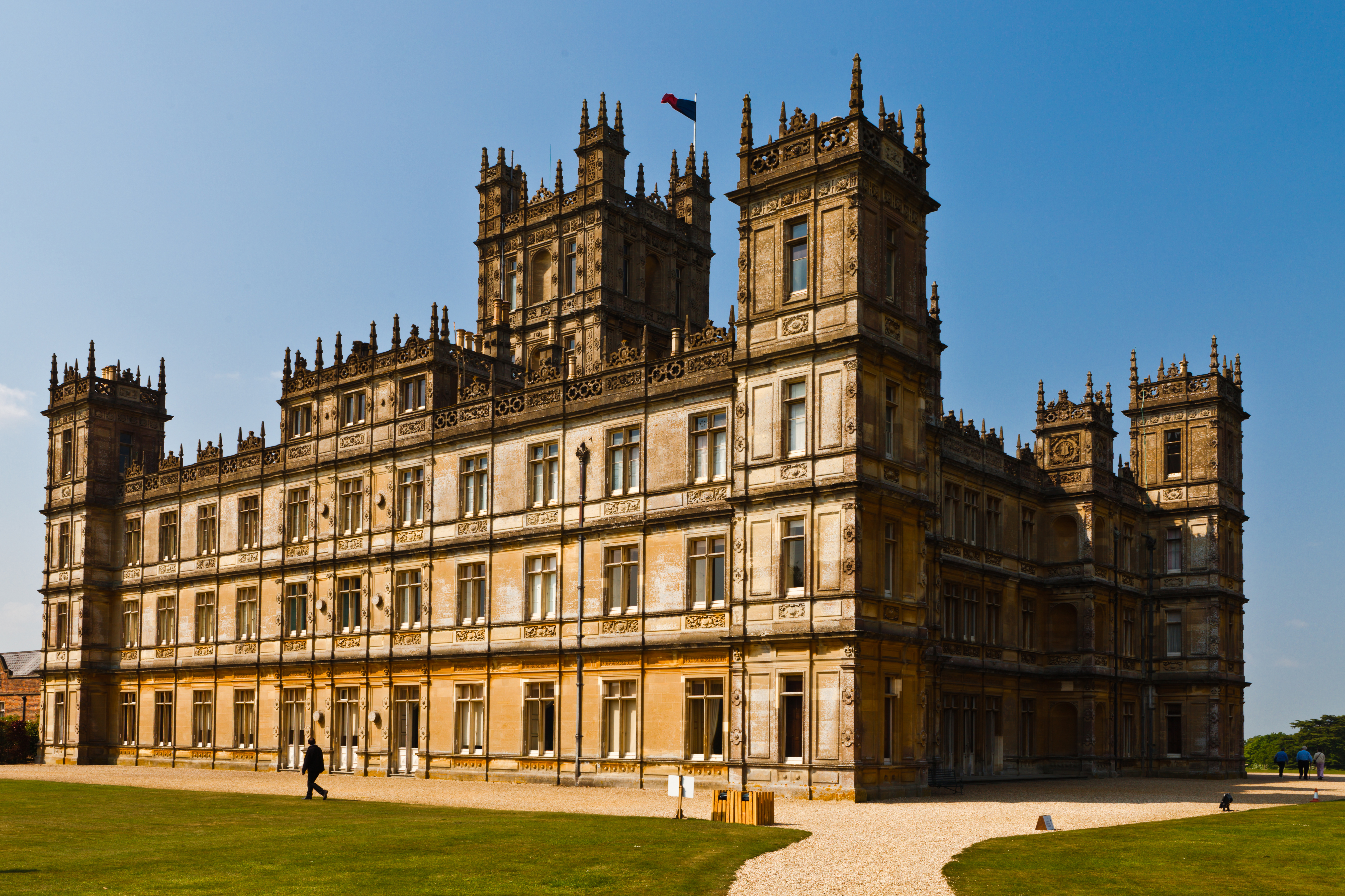
Highclere Castle, miejsce kręcenia serialu

Akcja toczy się w rezydencji Highclere Castle, w hrabstwie Hampshire. Wybudowana został na miejscu wcześniejszego, średniowiecznego pałacu biskupa Winchester, będącego w posiadaniu tego terenu od VIII w. Od 1679 jest to siedziba hrabiów Carnarvon. W latach 1839–1842 zamek został przebudowany przez Charlesa Barry’ego, architekta Pałacu Westminsterskiego w Londynie (siedziba brytyjskiego parlamentu).

## Obsada i bohaterowie

### Obsada główna
- Hugh Bonneville jako Robert Crawley, Hrabia Grantham – głowa rodziny Crawley i zarządca Downton.
- Jessica Brown Findlay jako Sybil Crawley, później Sybil Branson (sezony 1–3) – najmłodsza córka Roberta i Cory.
- Laura Carmichael jako Edith Crawley, później Edith Pelham, Markiza Hexham – druga córka Roberta i Cory.
- Jim Carter jako Charles Carson – główny kamerdyner w Downton Abbey.
- Brendan Coyle jako John Bates – pokojowy Roberta.
- Michelle Dockery jako Mary Crawley, później Mary Talbot – najstarsza córka Roberta i Cory.
- Kevin Doyle jako Joseph Molesley (rola drugoplanowa w sezonach 1–2, rola główna w sezonach 3–6) – kamerdyner w domu Matthew i Isobel, później pokojowy Matthew i lokaj w Downton Abbey.
- Siobhan Finneran jako Sarah O’Brien (sezony 1–3) – pokojówka Cory.
- Joanne Froggatt jako Anna Smith, później Anna Bates – pokojówka w Downton Abbey, później pokojówka Mary i żona Johna.
- Thomas Howes jako William Mason (sezony 1–2) – lokaj w Downton Abbey.
- Robert James-Collier jako Thomas Barrow – lokaj w Downton Abbey, później pokojowy Roberta, niższy kamerdyner i główny kamerdyner.
- Allen Leech jako Tom Branson (rola drugoplanowa w sezonach 1–2, rola główna w sezonach 3–6) – kierowca Crawleyów, później mąż Sybil i zarządca Downton.
- Phyllis Logan jako Elsie Hughes, później Elsie Carson – ochmistrzyni w Downton Abbey, później żona Carsona.
- Rose Leslie jako Gwen Dawson, później Gwen Harding (rola główna w sezonie 1, rola gościnna w sezonie 6) – pokojówka w Downton Abbey.
- Elizabeth McGovern jako Cora Crawley, Hrabina Grantham – żona Roberta.
- Sophie McShera jako Daisy Robinson, później Daisy Mason – pomocnica kuchenna w Downton Abbey.
- Lesley Nicol jako Beryl Patmore – główna kucharka w Downton Abbey.
- David Robb jako Richard Clarkson (rola drugoplanowa w sezonach 1–3, rola główna w sezonach 4–6) – lekarz w Downton.
- Maggie Smith jako Violet Crawley, Hrabina Wdowa Grantham – matka Roberta.
- Dan Stevens jako Matthew Crawley (sezony 1–3) – daleki kuzyn Crawleyów i spadkobierca Downton, później pierwszy mąż Mary.
- Penelope Wilton jako Isobel Crawley, później Isobel Grey, Lady Merton – matka Matthew.
- Amy Nuttall jako Ethel Parks (sezony 2–3) – pokojówka w Downton Abbey.
- Lily James jako Rose MacClare, później Rose Aldridge (rola drugoplanowa w sezonie 3, rola główna w sezonach 4–5, rola gościnna w sezonie 6) – pra-siostrzenica Violet.
- Matt Milne jako Alfred Nugent (sezony 3–4) – lokaj w Downton Abbey.
- Ed Speleers jako James „Jimmy” Kent (sezony 3–5) – lokaj w Downton Abbey.
- Cara Theobold jako Ivy Stuart (rola drugoplanowa w sezonie 3, rola główna w sezonie 4) – pomocnica kuchenna w Downton Abbey.
- Raquel Cassidy jako Phyllis Baxter (rola drugoplanowa w sezonie 4, rola główna w sezonach 5–6) – pokojówka Cory.
- Tom Cullen jako Anthony „Tony” Foyle, Lord Gillingham (rola drugoplanowa w sezonie 4, rola główna w sezonie 5) – znajomy Crawleyów.
- Julian Ovenden jako Charles Blake (rola drugoplanowa w sezonie 4, rola główna w sezonie 5) – gość w Downton Abbey, badający dla brytyjskiego rządu losy posiadłości ziemskich.
- Michael C. Fox jako Andrew „Andy” Parker (rola drugoplanowa w sezonie 5, rola główna w sezonie 6) – lokaj w Downton Abbey.
- Matthew Goode jako Henry Talbot (rola gościnna w sezonie 5, rola główna w sezonie 6) – gość w Downton Abbey, później drugi mąż Mary.

W mniejszych rolach i epizodach wystąpili m.in.: Richard E. Grant, Shirley MacLaine, Paul Giamatti, James Fox, Tim Pigott-Smith, Anna Chancellor.

## Lista odcinków

### Przegląd sezonów
| Sezon     | Sezon | Odcinki         | Pierwsza emisja w Wielkiej Brytanii | Pierwsza emisja w Wielkiej Brytanii | Średnia oglądalność (w milionach) |
| Sezon     | Sezon | Odcinki         | Data premiery                       | Data zakończenia                    | Średnia oglądalność (w milionach) |
| --------- | ----- | --------------- | ----------------------------------- | ----------------------------------- | --------------------------------- |
|           | 1     | 7               | 26 września 2010                    | 7 listopada 2010                    | 9,70                              |
|           | 2     | 8               | 18 września 2011                    | 6 listopada 2011                    | 11,68                             |
| specjalny | 2     | 25 grudnia 2011 | 25 grudnia 2011                     |                                     | 11,68                             |
|           | 3     | 8               | 16 września 2012                    | 4 listopada 2012                    | 11,91                             |
| specjalny | 3     | 25 grudnia 2012 | 25 grudnia 2012                     |                                     | 11,91                             |
|           | 4     | 8               | 22 września 2013                    | 10 listopada 2013                   | 11,84                             |
| specjalny | 4     | 25 grudnia 2013 | 25 grudnia 2013                     |                                     | 11,84                             |
|           | 5     | 8               | 21 września 2014                    | 9 listopada 2014                    | 10,40                             |
| specjalny | 5     | 25 grudnia 2014 | 25 grudnia 2014                     |                                     | 10,40                             |
|           | 6     | 8               | 20 września 2015                    | 8 listopada 2015                    | 10,42                             |
| specjalny | 6     | 25 grudnia 2015 | 25 grudnia 2015                     |                                     | 10,42                             |

### Sezon 1 (2010)
| Nr (w serialu) | Nr (w sezonie) | Tytuł         | Reżyseria      | Data premiery        | Oglądalność (w milionach) |
| -------------- | -------------- | ------------- | -------------- | -------------------- | ------------------------- |
| 1              | 1              | Episode One   | Brian Percival | 26 września 2010     | 9,25                      |
| 2              | 2              | Episode Two   | Ben Bolt       | 3 października 2010  | 9,97                      |
| 3              | 3              | Episode Three | Ben Bolt       | 10 października 2010 | 8,97                      |
| 4              | 4              | Episode Four  | Brian Kelly    | 17 października 2010 | 9,70                      |
| 5              | 5              | Episode Five  | Brian Kelly    | 24 października 2010 | 9,40                      |
| 6              | 6              | Episode Six   | Brian Percival | 31 października 2010 | 9,84                      |
| 7              | 7              | Episode Seven | Brian Percival | 7 listopada 2011     | 10,77                     |

### Sezon 2 (2011)
| Nr (w serialu)    | Nr (w sezonie) | Tytuł                      | Reżyseria      | Data premiery        | Oglądalność (w milionach) |
| ----------------- | -------------- | -------------------------- | -------------- | -------------------- | ------------------------- |
| 8                 | 1              | Episode One                | Ashley Pearce  | 18 września 2011     | 11,41                     |
| 9                 | 2              | Episode Two                | Ashley Pearce  | 25 września 2011     | 11,77                     |
| 10                | 3              | Episode Three              | Andy Goddard   | 2 października 2011  | 11,33                     |
| 11                | 4              | Episode Four               | Brian Kelly    | 9 października 2011  | 11,30                     |
| 12                | 5              | Episode Five               | Brian Kelly    | 16 października 2011 | 11,59                     |
| 13                | 6              | Episode Six                | Andy Goddard   | 23 października 2011 | 11,33                     |
| 14                | 7              | Episode Seven              | James Strong   | 30 października 2011 | 12,26                     |
| 15                | 8              | Episode Eight              | James Strong   | 6 listopada 2011     | 12,45                     |
| Odcinek specjalny |                |                            |                |                      |                           |
| 16                | –              | Christmas at Downton Abbey | Brian Percival | 25 grudnia 2011      | 12,11                     |

### Sezon 3 (2012)
| Nr (w serialu)    | Nr (w sezonie) | Tytuł                      | Reżyseria      | Data premiery        | Oglądalność (w milionach) |
| ----------------- | -------------- | -------------------------- | -------------- | -------------------- | ------------------------- |
| 17                | 1              | Episode One                | Brian Percival | 16 września 2012     | 11,43                     |
| 18                | 2              | Episode Two                | Brian Percival | 23 września 2012     | 12,08                     |
| 19                | 3              | Episode Three              | Andy Goddard   | 30 września 2012     | 11,96                     |
| 20                | 4              | Episode Four               | Andy Goddard   | 7 października 2012  | 11,83                     |
| 21                | 5              | Episode Five               | Jeremy Webb    | 14 października 2012 | 11,93                     |
| 22                | 6              | Episode Six                | Jeremy Webb    | 21 października 2012 | 12,06                     |
| 23                | 7              | Episode Seven              | David Evans    | 28 października 2012 | 11,82                     |
| 24                | 8              | Episode Eight              | David Evans    | 4 listopada 2012     | 12,15                     |
| Odcinek specjalny |                |                            |                |                      |                           |
| 25                | –              | A Journey to the Highlands | Andy Goddard   | 25 grudnia 2012      | 10,28                     |

### Sezon 4 (2013)
| Nr (w serialu)    | Nr (w sezonie) | Tytuł             | Reżyseria          | Data premiery        | Oglądalność (w milionach) |
| ----------------- | -------------- | ----------------- | ------------------ | -------------------- | ------------------------- |
| 26                | 1              | Episode One       | David Evans        | 22 września 2013     | 11,96                     |
| 27                | 2              | Episode Two       | David Evans        | 29 września 2013     | 12,10                     |
| 28                | 3              | Episode Three     | Catherine Morshead | 8 października 2013  | 11,86                     |
| 29                | 4              | Episode Four      | Catherine Morshead | 13 października 2013 | 11,75                     |
| 30                | 5              | Episode Five      | Philip John        | 20 października 2013 | 11,39                     |
| 31                | 6              | Episode Six       | Philip John        | 27 października 2013 | 11,54                     |
| 32                | 7              | Episode Seven     | Ed Hall            | 3 listopada 2013     | 11,93                     |
| 33                | 8              | Episode Eight     | Ed Hall            | 10 listopada 2013    | 12,16                     |
| Odcinek specjalny |                |                   |                    |                      |                           |
| 34                | –              | The London Season | Jon East           | 25 grudnia 2013      | 9,40                      |

### Sezon 5 (2014)
| Nr (w serialu)    | Nr (w sezonie) | Tytuł              | Reżyseria          | Data premiery        | Oglądalność (w milionach) |
| ----------------- | -------------- | ------------------ | ------------------ | -------------------- | ------------------------- |
| 35                | 1              | Episode One        | Catherine Morshead | 21 września 2014     | 10,71                     |
| 36                | 2              | Episode Two        | Catherine Morshead | 28 września 2014     | 10,46                     |
| 37                | 3              | Episode Three      | Catherine Morshead | 5 października 2014  | 10,15                     |
| 38                | 4              | Episode Four       | Minkie Spiro       | 12 października 2014 | 10,25                     |
| 39                | 5              | Episode Five       | Minkie Spiro       | 19 października 2014 | 10,39                     |
| 40                | 6              | Episode Six        | Philip John        | 26 października 2014 | 9,87                      |
| 41                | 7              | Episode Seven      | Philip John        | 2 listopada 2014     | 10,77                     |
| 42                | 8              | Episode Eight      | Michael Engler     | 9 listopada 2014     | 10,44                     |
| Odcinek specjalny |                |                    |                    |                      |                           |
| 43                | –              | A Moorland Holiday | Minkie Spiro       | 25 grudnia 2014      | 7,99                      |

### Sezon 6 (2015)
| Nr (w serialu)    | Nr (w sezonie) | Tytuł         | Reżyseria      | Data premiery        | Oglądalność (w milionach) |
| ----------------- | -------------- | ------------- | -------------- | -------------------- | ------------------------- |
| 44                | 1              | Episode One   | Minkie Spiro   | 20 września 2015     | 10,32                     |
| 45                | 2              | Episode Two   | Minkie Spiro   | 27 września 2015     | 10,04                     |
| 46                | 3              | Episode Three | Philip John    | 4 października 2015  | 10,04                     |
| 47                | 4              | Episode Four  | Philip John    | 11 października 2015 | 10,39                     |
| 48                | 5              | Episode Five  | Michael Engler | 18 października 2010 | 10,60                     |
| 49                | 6              | Episode Six   | Michael Engler | 25 października 2015 | 10,31                     |
| 50                | 7              | Episode Seven | David Evans    | 1 listopada 2015     | 10,49                     |
| 51                | 8              | Episode Eight | David Evans    | 8 listopada 2015     | 11,15                     |
| Odcinek specjalny |                |               |                |                      |                           |
| 52                | –              | The Finale    | Michael Engler | 25 grudnia 2015      | 11,22                     |

## Nagrody
Seria zdobyła wiele nagród, m.in. 11 nominacji do Emmy Awards 2011. Podczas gal Golden Globe Awards 2012 i 2013 Downton Abbey otrzymało nagrodę dla najlepszej miniserii telewizyjnej. Maggie Smith została nominowana do nagrody za najlepszą rolę drugoplanową.

## Adaptacje filmowe

### Downton Abbey(2019)
W kwietniu 2016 twórca i scenarzysta serialu, Julian Fellowes, zdradził, że pracuje nad fabułą jego adaptacji filmowej. 13 lipca 2018 wytwórnia Focus Features ogłosiła, że filmowa kontynuacja serialu powstanie, a jej reżyserem będzie Brian Percival. Uroczysta premiera produkcji odbyła się 9 września 2019. 13 września 2019 pojawiła się ona na ekranach w Wielkiej Brytanii i Polsce, a 20 września w Stanach Zjednoczonych.
Film przedstawia wizytę brytyjskiej rodziny królewskiej w Downton Abbey. Wraz z królem Jerzym V i królową Marią Teck w Abbey zatrzymuje się Maud – dama dworu i krewna Crawleyów, pozostająca z nimi w chłodnych stosunkach. Violet ma jej za złe, że uczyniła swoją spadkobierczynią służącą Lucy Smith, a nie rodzinę. Tymczasem służba Abbey organizuje intrygę, mającą na celu odebranie służbie monarchy odpowiedzialności za obsługę królewskiej wizyty.

### Downton Abbey: Nowa epoka(2022)
W 2019 Julian Fellowes potwierdził, że ma już pomysł na drugi film na podstawie serialu. 19 kwietnia 2021 wytwórnia Focus Features ogłosiła jego produkcję. Uroczysta premiera odbyła się 25 kwietnia 2022. Na ekrany kin w Wielkiej Brytanii film trafił 29 kwietnia 2022, zaś w Polsce 6 maja 2022, z kolei premiera w Stanach Zjednoczonych jest zapowiedziana na 20 maja 2022.
Violet dowiaduje się, że odziedziczyła po dawnym znajomym willę na Lazurowym Wybrzeżu. Część rodziny Crawley udaje się na wizytę do zarządzanej przez Markiza Montmirail posiadłości. Tymczasem w Downton Abbey ekipa z Hollywood kręci film. W trakcie zdjęć okazuje się, że produkcja, planowo niema, ma jednak posiadać ścieżkę dźwiękową. Jako że główna gwiazda, Myrna Dalglei, nie operuje angielskim akcentem, Mary zostaje zaangażowana do użyczenia głosu jej postaci.

### Trzeci film
13 maja 2024 wytwórnie Focus Features i Carnival Films ogłosiły pracę nad trzecią filmową adaptacją Downton Abbey, którą wyreżyseruje Simon Curtis.